# Our Exploits at West Poley
Our Exploits at West Poley is een kort verhaal van de Engelse schrijver Thomas Hardy uit 1883. Het is het enige verhaal van zijn hand dat voor kinderen werd geschreven, of, specifieker, voor jongens, getuige de ondertitel 'A Story for Boys'. De vertelling werd niet opgenomen in een van zijn vier verhalenbundels. Wel werd het gepubliceerd in een jeugdblad in Boston. Het verhaal werd in 1985 voor televisie verfilmd, met een kleine rol voor Sean Bean.

## Het verhaal
De dertienjarige Leonard brengt een korte vakantie door bij zijn tante en zijn iets oudere neefje Steve Draycot in West Poley, een klein dorp in Somerset. De twee jongens gaan op avontuur in een van de nabijgelegen grotten, waar wel vaker spelende jongens komen en waar Steve een kleine doorgang heeft gevonden naar een diepere grot, waar hij nog niet in geweest is. Daar ontdekken ze een aantrekkelijk object dat echter onbereikbaar is door een ondergrondse stroom die daar loopt. Ze komen tot de ontdekking dat die stroom gemakkelijk is te verleggen naar een andere kleine uitgang, zodat ze met droge voeten aan de overkant kunnen komen. Met eenvoudige middelen geven ze de beek een nieuwe richting. Als ze de grot verlaten bemerken ze grote consternatie in het dorp: de rivier is drooggevallen, tot ontsteltenis van de molenaar en andere dorpelingen. De wrede molenaar heeft een leerjongen in dienst, Job, die hij hevig uitbuit en mishandelt als hem iets niet aanstaat. De jongens krijgen een vermoeden van wat ze gedaan hebben. Als ze de volgende dag een bezoekje brengen aan het aangrenzende East Poley bemerken ze dat daar grote vreugde heerst: het dorp blijkt ineens over een nieuw riviertje te beschikken! Beseffend wat er gebeurd moet zijn besluiten de jongens met behulp van 
Job, die zij vertellen van hun ontdekking, een grap uit te halen. Zij verkleden zich als tovenaars om indruk te maken op de jongens van East Poley en spreken met Job af de stroom om een bepaalde tijd vanuit de grot te verleggen en even later weer door te laten stromen. De truc werkt en ze maken grote indruk als ze met hun toverspreuken de rivier laten opdrogen en vervolgens weer laten stromen. Terug in de grot vertelt 
Job hen echter dat hij de stroom wel heeft verlegd, maar dan naar een derde uitgang, omdat hij wilde voorkomen dat de molen weer zou gaan werken en hij terug zou moeten naar zijn wrede baas. Na korte tijd blijkt deze derde 'uitgang' echter geen uitgang te zijn: het water hoopt zich op in de grot waardoor ze er niet meer uit kunnen. In wanhoop proberen Steve en Job onder water de stenen en obstakels te verwijderen en de stroom weer zijn oorspronkelijke weg te laten vervolgen, maar het lukt ze niet en het water stijgt. Met moeite weten ze een hogere plaats in te nemen, maar als het water in de grot blijft stijgen wordt de situatie hachelijk. De molenaar en de schoenmaker en enkele anderen hebben inmiddels een idee gekregen van wat er gaande is en gaan op onderzoek uit. In een wanhoopspoging gooit Leonard een steen omhoog door wat een tochtgat lijkt, en op die manier worden zij ontdekt. Bij een reddingspoging valt de molenaar de grot in en wordt door de jongens op het droge geholpen. Alvorens zij worden gered weten de jongens, en met name Job zelf, de angstige molenaar zo onder druk te zetten dat hij belooft Job vrij te laten en hem niet meer te mishandelen. Steve is er ernstig aan toe en wordt langdurig verpleegd, waarna hij opening van zaken wil geven. Een bewoner van East Poley is als spion bij de zitting aanwezig en kort daarna blijkt de rivier opnieuw verlegd. De herstelde Steve besluit op eigen houtje aan de strijd een eind te maken en met behulp van wat buskruit laat hij de grot waar de onderaardse rivier loopt opblazen, waardoor verdere toegang voor iedereen onmogelijk wordt.